# Teratopithecus elpidophoros
Teratopithecus elpidophoros è un mammifero notoungulato estinto, appartenente ai tipoteri. Visse nell'Eocene inferiore (circa 54 - 50 milioni di anni fa) e i suoi resti fossili sono stati ritrovati in Sudamerica.

## Descrizione
Questo animale doveva assomigliare a un roditore di medie dimensioni, con un cranio piuttosto massiccio, corto e compatto. Era molto simile al più noto Achaeopithecus, e come questo era dotato di premolari e di molari dotati di una corona dentaria piuttosto alta (ipsodonti), contrariamente a quanto avveniva nella maggior parte dei tipoteri coevi. Una caratteristica unica di Teratopithecus era data dalla presenza di una cuspide stilare in posizione labiale rispetto all'ectolofo sui molari, una condizione non riscontrata in nessun altro notoungulato conosciuto. Ciò indicherebbe una particolare specializzazione per quanto riguarda la nutrizione.

## Classificazione
Teratopithecus era un membro arcaico dei tipoteri, un gruppo di notoungulati solitamente simili a iraci o a roditori. In particolare, Teratopithecus era affine ad Archaeopithecus, di poco più recente, e come questo incluso nella famiglia Archaeopithecidae, i cui membri erano caratterizzati da molari a corona alta. Teratopithecus elpidophoros venne descritto per la prima volta nel 2020, sulla base di resti fossili ritrovati nei pressi di Paso del Sapo, Las Violetas, e Cañadón Vaca in Patagonia (Argentina).